# Saint-André-de-Cruzières
Saint-André-de-Cruzières es una comuna (municipio) de Francia, en la región de Ródano-Alpes, departamento de Ardèche, en el distrito de Largentière y cantón de Les Vans.
Su población en el censo de 1999 era de 415 habitantes.
Está integrada en la Communauté de communes du Pays de Cruzières.

## Demografía
| 471 | 425 | 403 | 411 | 383 | 415 |
| Para los censos de 1962 a 1999 la población legal corresponde a la población sin duplicidades (Fuente: INSEE [Consultar]) |     |     |     |     |     |